# Největší hity (DVD Suchého a Šlitra)
DVD písní Jiřího Suchého a Jiřího Šlitra (výjimky tvoří melodie písní v originále cizojazyčných a český text písně Virginia od Jiřího Voskovce a Jana Wericha z DVD). Písničky vybral z archivních materiálů přímo Jiří Suchý a oba disky vydal Supraphon ve spolupráci s Českou televizí a v případě CD i se Státním fondem České republiky pro podporu a rozvoj české kinematografie. Album vyšlo současně s CD Největší hity.
Spolu s druhým dílem vyšlo album již dvakrát v reedici jako 2DVD, nejprve v roce 2010 jako 93 největších hitů, v roce 2016 pak pod názvem Největší hity 1+2.

## Seznam písní na DVD
| Číslo | Název                                                  | Autoři                                                                            | Interpreti | Doprovod | Dále účinkují                                                                | Režie                        | Kamera           | Pořad                                                                                        |
| ----- | ------------------------------------------------------ | --------------------------------------------------------------------------------- | --- | --- | ---------------------------------------------------------------------------- | ---------------------------- | ---------------- | -------------------------------------------------------------------------------------------- |
| 1     | Marnivá sestřenice                                     | Jiří Šlitr / Jiří Suchý                                                           | Jiří Suchý | Orchestr Ferdinanda Havlíka                                                                                                  | Miroslav Horníček, Waldemar Matuška, Karel Štědrý, Stella Zázvorková a girls | Ján Roháč, Vladimír Svitáček | Jan Němeček      | Roháčovy a Svitáčkovy písničky, 1960                                                         |
| 2     | Mackie Messer (Mack The Knife)                         | Kurt Weill / Bertolt Brecht; český text Jiří Suchý                                | Miloš Kopecký | Orchestr Ferdinanda Havlíka                                                                                                  | girls                                                                        | Ján Roháč, Vladimír Svitáček | Jan Němeček      | Tisíc pohledů za kulisy, 1960                                                                |
| 3     | Kočka na okně                                          | Jiří Šlitr / Jiří Suchý                                                           | Waldemar Matuška a sbor (Eva Pilarová, Karel Štědrý) | Orchestr Ferdinanda Havlíka                                                                                                  | Ladislav Fialka, Viktor Maurer                                               | Eva Sadková                  | Eduard Landisch  | televizní adaptace představení Zuzana je zase sama doma, vysíláno 25.11.1961                 |
| 4     | Obnošená vesta                                         | Jiří Šlitr / Jiří Suchý                                                           | Jiří Suchý | Orchestr Ferdinanda Havlíka                                                                                                  | Milan Neděla, J. Heyduk, Eva Svobodová                                       | Ladislav Rychman             | Jiří Kadaňka     | Promarněné mládí, 1961                                                                       |
| 5     | Malé kotě                                              | Jiří Šlitr / Jiří Suchý                                                           | Jiří Suchý | Orchestr Ferdinanda Havlíka                                                                                                  | girls                                                                        | Ján Roháč, Vladimír Svitáček | Jan Němeček      | Roháčovy a Svitáčkovy písničky, 1962                                                         |
| 6     | Život je pes                                           | Jiří Šlitr / Jiří Suchý                                                           | Pavel Sedláček | Petr Brožek, Jan Svrček a Pavel Sedláček - kytary                                                                            | x                                                                            | Ján Roháč, Vladimír Svitáček | Jan Němeček      | Roháčovy a Svitáčkovy písničky, 1963                                                         |
| 7     | Zdvořilý Woody                                         | Jiří Šlitr / Jiří Suchý                                                           | Karel Gott | Orchestr Ferdinanda Havlíka                                                                                                  | x                                                                            | Ján Roháč, Vladimír Svitáček | Jan Němeček      | Roháčovy a Svitáčkovy písničky, 1963                                                         |
| 8     | Zlá neděle                                             | Jiří Šlitr / Jiří Suchý                                                           | Hana Hegerová | Orchestr Ferdinanda Havlíka                                                                                                  | x                                                                            | Ján Roháč, Vladimír Svitáček | Jan Němeček      | Roháčovy a Svitáčkovy písničky, 1963                                                         |
| 9     | Zčervená                                               | Jiří Šlitr / Jiří Suchý                                                           | Jiří Jelínek a Jiří Suchý | Orchestr Ferdinanda Havlíka                                                                                                  | balet Divadla ABC a Alhambra                                                 | Ján Roháč, Vladimír Svitáček | Jan Němeček      | Roháčovy a Svitáčkovy písničky, 1963                                                         |
| 10    | Zpěv ptačí                                             | Jiří Šlitr / Jiří Suchý                                                           | Pavlína Filipovská | Orchestr Ferdinanda Havlíka                                                                                                  | Jiří Kysilka, Vladimír Hrabánek                                              | Ján Roháč, Vladimír Svitáček | Jan Němeček      | Roháčovy a Svitáčkovy písničky, 1963                                                         |
| 11    | Blues pro tebe                                         | Jiří Suchý                                                                        | Josef Zíma | Orchestr Karla Vlacha | girls                                                                        | Ján Roháč, Vladimír Svitáček | Jan Němeček      | Byli jsme při tom, 1963                                                                      |
| 12    | Motýl                                                  | Jiří Šlitr / Jiří Suchý                                                           | Jana Malknechtová a Jiří Jelínek | Orchestr Ferdinanda Havlíka                                                                                                  | girls                                                                        | Jaromír Vašta                | ?                | Motýl, 1963                                                                                  |
| 13    | Babeta                                                 | Jiří Šlitr / Jiří Suchý                                                           | Jiří Suchý a sbor (Milan Chladil, Yvetta Simonová, Edita Štaubertová, Jaromír Mayer, Pavlína Filipovská, Josef Zíma, Karel Štědrý, Waldemar Matuška, Rudolf Cortés, Jiří Popper, Yvonne Přenosilová, Eva Pilarová, Pavel Šváb, Bohumír Starka, Jana Petrů, Marta Kubišová, Helena Vondráčková a Vokální sbor Lubomíra Pánka | Orchestr Ferdinanda Havlíka                                                                                                  | x                                                                            | Ivo Paukert                  | Václav Hojda     | Album Supraphonu 4, 1965                                                                     |
| 14    | Klokočí                                                | Jiří Šlitr / Jiří Suchý                                                           | Jiří Šlitr | Skupina Jiřího Bažanta (Ladislav Štaidl - kytara, Stanislav Zeman - kontrabas, Karel Turnovský - bicí, Jiří Bažant - klavír) | x                                                                            | Ján Roháč                    | Stanislav Milota | Recital, 1965                                                                                |
| 15    | Labutí píseň                                           | Jiří Šlitr / Jiří Suchý                                                           | Jiří Suchý a Vlasta Kahovcová | Skupina Jiřího Bažanta (Ladislav Štaidl - kytara, Stanislav Zeman - kontrabas, Karel Turnovský - bicí, Jiří Bažant - klavír) | balet Divadla ABC a Alhambra                                                 | Ján Roháč                    | Stanislav Milota | Recital, 1965                                                                                |
| 16    | Krajina posedlá tmou                                   | Jiří Šlitr / Jiří Suchý                                                           | Jiří Suchý | Skupina Jiřího Bažanta (Ladislav Štaidl - kytara, Stanislav Zeman - kontrabas, Karel Turnovský - bicí, Jiří Bažant - klavír) | girls                                                                        | Ján Roháč                    | Stanislav Milota | Recital, 1965                                                                                |
| 17    | Golem                                                  | Jiří Šlitr / Jiří Suchý                                                           | Jiří Suchý, Jiří Šlitr | Skupina Jiřího Bažanta (Ladislav Štaidl - kytara, Stanislav Zeman - kontrabas, Karel Turnovský - bicí, Jiří Bažant - klavír) | x                                                                            | Ján Roháč                    | Stanislav Milota | Recital, 1965                                                                                |
| 18    | Balada z mlází                                         | Jiří Šlitr / Jiří Suchý                                                           | Jiří Suchý, Jiří Šlitr | Cimbálová muzika a Orchestr Ferdinanda Havlíka                                                                               | x                                                                            | Ján Roháč, Vladimír Svitáček | Rudolf Milič     | Silvestr 1965, 1965                                                                          |
| 19    | Na louce zpívaj drozdi                                 | Jiří Šlitr / Jiří Suchý                                                           | Jiří Suchý, Lenka Hartlová, Karel Gott, Eva Pilarová | Orchestr Ferdinanda Havlíka                                                                                                  | x                                                                            | Ján Roháč, Vladimír Svitáček | Rudolf Milič     | Silvestr 1965, 1965                                                                          |
| 20    | Řada koní                                              | Jiří Šlitr / Jiří Suchý                                                           | Jiří Šlitr, Karel Gott a dětský sbor | Orchestr Ferdinanda Havlíka                                                                                                  | Karel Mareš                                                                  | Ján Roháč, Vladimír Svitáček | Rudolf Milič     | Silvestr 1965, 1965                                                                          |
| 21    | Sluníčko                                               | Jiří Šlitr / Jiří Suchý                                                           | Darek Vostřel, Zuzana Vrbová a girls | Orchestr Ferdinanda Havlíka                                                                                                  | Karel Mareš                                                                  | Jaromír Vašta                | Václav Filip     | Vysílá studio A po třiceti letech, 1965, 1995                                                |
| 22    | Co jsem měl dnes k obědu (fragment)                    | Jiří Šlitr / Jiří Suchý                                                           | Jiří Šlitr a Vokální sbor Lubomíra Pánka | Orchestr Ferdinanda Havlíka                                                                                                  | x                                                                            | Ivo Paukert                  | Jiří Lebeda      | Gramohit 1967, 1967                                                                          |
| 23    | Tulák                                                  | Jiří Šlitr / Jiří Suchý                                                           | Jiří Suchý a Lenka Hartlová | Orchestr Ferdinanda Havlíka                                                                                                  | x                                                                            | Ivo Paukert                  | Jiří Lebeda      | Gramohit 1967, 1967                                                                          |
| 24    | Tulipán                                                | Jiří Šlitr / Jiří Suchý                                                           | Jiří Suchý | Jiří Šlitr - klavír | x                                                                            | ?                            | ?                | Umělci vlasti, 1968                                                                          |
| 25    | Calypso o šťastné zemi                                 | Jiří Šlitr / Jiří Suchý                                                           | Jiří Suchý | Jiří Šlitr - klavír | sbor divadla Semafor                                                         | František Filip              | ?                | ukázka z představení divadla Semafor Ďábel z Vinohrad, pořad Jak se máte, co děláte, 1968    |
| 26    | Jo, to jsem ještě žil                                  | Jiří Šlitr / Jiří Suchý                                                           | Jiří Suchý | Orchestr Ferdinanda Havlíka                                                                                                  | sbor divadla Semafor                                                         | Václav Seyček                | ?                | ukázka z představení divadla Semafor Jonáš a dr. Matrace, pořad Jizvy, jiskry, jistoty, 1969 |
| 27    | Píseň čtyřtaktní                                       | Jiří Šlitr / Jiří Suchý                                                           | Ljuba Hermanová | Studiový orchestr | x                                                                            | Alexej Nosek                 | Jan Kraus        | Úsměvy čtyř kol, 1969                                                                        |
| 28    | To všechno odnes čas (In The Jailhouse Now)            | Jimmie Rodgers; český text Jiří Suchý                                             | Waldemar Matuška | Waldemar Matuška - banjo, Orchestr Ferdinanda Havlíka                                                                        | x                                                                            | Ivo Paukert                  | Jiří Lebeda      | Já mám kytky rád, 1970                                                                       |
| 29    | Ach, ta láska nebeská                                  | Jiří Šlitr / Jiří Suchý                                                           | Eva Pilarová a Waldemar Matuška | Orchestr Ferdinanda Havlíka                                                                                                  | x                                                                            | ?                            | ?                | Melodie, které se vracejí s Evou Pilarovou, 1972                                             |
| 30    | Na shledanou                                           | Jiří Šlitr / Jiří Suchý                                                           | Jiří Suchý | Orchestr Ferdinanda Havlíka                                                                                                  | x                                                                            | Ivo Paukert                  | Jiří Lebeda      | Televarieté 12, 1973                                                                         |
| 31    | Árie měsíce                                            | Jiří Šlitr / Jiří Suchý                                                           | Waldemar Matuška | Orchestr Karla Vlacha | girls                                                                        | Pavel Háša                   | Alois Nožička    | Co neodnesl čas 2, 1978                                                                      |
| 32    | Minutový valčík (Minutenwalzer, No. 1 Des dur, Op. 64) | Fryderyk Chopin / Jiří Suchý                                                      | Naďa Urbánková | Taneční orchestr Československé televize, řídí Václav Zahradník                                                              | x                                                                            | Ján Roháč                    | Jiří Lebeda      | Silvestr hravý a dravý, 1978                                                                 |
| 33    | Pět strun                                              | Jiří Šlitr / Jiří Suchý                                                           | Lenka Filipová, Oldřich Kaiser, Jiří Korn | Lenka Filipová - kytara, Taneční orchestr Československé televize, řídí Vladimír Popelka                                     | x                                                                            | Zdeněk Podskalský            | Petr Čepický     | Dneska to konečně rozjedeme, 1984                                                            |
| 34    | Vezmu ukulele a začnu si hrát (Little Ukelele)         | Jack Cottrell; český text Jiří Suchý                                              | Jitka Molavcová | Nový orchestr Jaroslava Ježka, řídí Zoltán Liška                                                                             | balet                                                                        | Jiří Suchý                   | Ivo Popek        | Písničky k smíchu, Česká televize 1994                                                       |
| 35    | Virginia                                               | Fred Phillips, Ira Schuster / Alfred Bryan; český text Jiří Voskovec a Jan Werich | Jitka Molavcová a Jiří Suchý | Nový orchestr Jaroslava Ježka, řídí Zoltán Liška                                                                             | x                                                                            | Jiří Suchý                   | Ivo Popek        | Písničky k smíchu, Česká televize 1994                                                       |
| 36    | Tři tety                                               | Jiří Šlitr / Jiří Suchý                                                           | Jitka Molavcová | Nový orchestr Jaroslava Ježka, řídí Zoltán Liška                                                                             | x                                                                            | Jiří Suchý                   | Ivo Popek        | Písničky k smíchu, Česká televize 1994                                                       |
| 37    | Kamarádi                                               | Jiří Šlitr / Jiří Suchý                                                           | Jiří Suchý | Orchestr Ferdinanda Havlíka                                                                                                  | x                                                                            | Ivo Paukert                  | Jiří Lebeda      | Semafor má 40, Česká televize 1990                                                           |
| 38    | Good Night                                             | Jack Barnett, Jimmy Durante; český text Jiří Suchý                                | Jitka Molavcová | Nový orchestr Jaroslava Ježka, řídí Zoltán Liška                                                                             | x                                                                            | Jiří Suchý                   | Ivo Popek        | Písničky k smíchu, Česká televize 1994                                                       |
| 39    | Pramínek vlasů                                         | Jiří Suchý                                                                        | Jiří Suchý | Orchestr Ferdinanda Havlíka                                                                                                  | x                                                                            | Ján Kadár                    | ?                | 1959                                                                                         |
| 40    | Jo, to jsem ještě žil                                  | Jiří Šlitr / Jiří Suchý                                                           | Jiří Suchý a sbor divadla Semafor | Orchestr Ferdinanda Havlíka                                                                                                  | x                                                                            | Václav Bendl                 | Oldřich Boudný   | Dávám svůj hlas 1971, agitační koncert v pražské Lucerně k prvním normalizačním volbám       |

- Pokud není uvedeno jinak, pořady vysílala Československá televize.
- Prvních 29 písní je natočeno černobílé, ostatní jsou barevné. Poslední dvě písně jsou uvedeny jako bonus a jsou také černobílé.
- O poslední písni se v bookletu DVD píše: "Toto provokující vystoupení přispělo, mimo jiné, k postupnému mizení Jiřího Suchého z obrazovky Československé televize."